# Saint Clair (rijeka)
Saint Clair (St. Clair) je rijeka u Sjevernoj Americi kojom se voda iz jezera Huron prelijeva u jezero Saint Clair. 
Saint Clair rijeka je duga 64 km, u jezero se ulijeva deltom. Ukupna površina porječja rijeke Saint Clair od 576.000 km2 ubraja pritoke jezera Huron, Michigan i Superior, dok površina porječja ostalih izravnih pritoka rijeke St. Clair iznosi samo 418 km2.
Na rijeci nalazimo otoke Stag, Fawn, Walpole, Seaway, Bassett, Squirrel, Pottowatamie, St. Anne, Dickinson, Russell i Harsens islands.